# Sześciodźwięk
Akord undecymowy, sześciodźwięk undecymowy – akord zbudowany z sześciu składników leżących w odległości tercji od siebie. Zazwyczaj budowany jest na V stopniu i z tego względu przyjmuje charakter dominantowy. Często traktowany jest nie jako akord samodzielny, lecz jako akord przejściowy (niektóre z jego składników są wtedy traktowane jako opóźnienia).
W układzie mniej niż 6-głosowym usuwa się z sześciodźwięku undecymowego w pierwszej kolejności kwintę (jako składnik konsonansowy), później zaś – tercję, septymę i nonę.
Sześciodźwięk undecymowy znany był w teorii właściwie od początku skodyfikowania systemu dur-moll, czyli od wieku XVI, jednak upowszechnił się dopiero w wieku XIX. Stosował go często m.in. Richard Wagner.